# Cerotelion tapleyi
Cerotelion tapleyi är en tvåvingeart som beskrevs av Edwards 1927. Cerotelion tapleyi ingår i släktet Cerotelion och familjen platthornsmyggor. Inga underarter finns listade i Catalogue of Life.